# Infogrames
Infogrames Entertainment SA (IESA), fundada el 1983 per Bruno Bonnell i Christophe Sapet, és una empresa francesa amb la seu a Lió (França) dedicada a la producció i distribució de videojocs. Des del 7 de maig de 2003 comercialitza els seus productes sota el nom d'Atari.
Molts dels treballs de l'empresa barcelonina Bit Managers per a consoles de 8 i 16 bits van ser distribuïts per aquesta companya.

## Videojocs desenvolupats
- Lucky Luke (1997)
- Alone in the Dark
- Asterix: Search for Dogmatix
- Astérix Mega Madness
- Asterix & Obelix: The Gallic Wars